# French Creek (New York)
Pour les articles homonymes, voir French Creek.
French Creek est une ville située dans le comté de Chautauqua dans l'État de New York, aux États-Unis.
Sa superficie est de 3 885 km2 et sa population s'élevait à 906 habitants au recensement de 2010.
La ville doit son nom à la rivière French Creek qui prend sa source dans les environs. Ce nom fut attribué à cette rivière en raison des forts français qui furent édifiés au cours du XVIIIe siècle dans cette région de la Nouvelle-France (Fort Duquesne, Fort Le Boeuf, Fort Machault, et Fort de la Presqu'île).